# Listă a fabricanților de aeronave A
Aceasta este o listă a fabricanților de aeronave sortată în ordine alfabetică după denumirea care este cunoscută la Organizația Internațională a Aviației Civile (ICAO). Lista conține numele ICAO, numele comun, țara de origine, și alte date, precum anii între care a funcționat (în paranteze). 
Numele ICAO sunt scrise cu caractere bold. Faptul că un fabricant are o denumire ICAO nu înseamnă că el mai produce în prezent, ci faptul că unele dintre aeronavele produse de acesta mai zboară încă.
A B-C D-G H-L M-P Q-S T-Z
- 3I, Iniziative Industriali Italiane - Italia
- 3Xtrim Aircraft Factory (Zaklady Lotnicze 3Xtrim Sp z oo) ( Polonia) - De la  Wytwórnia i Naprawa Konstrukcji Lekkich 1999, în prezent operațional
- Aachen Flugzeugbau (Germania) - fondat în 1914, redenumit Aachener Segelflugzeugbau in 1921
- Aachener Segelflugzeugbau (Germania) - redenumit de la  Aachen Flugzeugbau
- AAI Corporation (SUA) - redenumit de la  Aircraft Armaments Incorporated in 1985, în prezent operațional
- AAMSA - vezi Aeronáutica Agrícola Mexicana SA
- AAS - vezi Ateliers Aéronautiques de Suresnes
- AASI - vezi Advanced Aerodynamics and Structures Inc. - faliment în 2004 (defunct)
- AAT - Necunoscut, (1945–1950)
- AAT - Advantage Aviation Technologies Inc. (SUA) - Cleburne Texas - de la  1993–prezent
- A-B Helicopters (SUA)
- ABAP - Necunoscut, (1958-?)
- Abaris Aircraft Corporation (SUA) - format în  2001, în prezent operațional
- Abbot (E. D. Abbott Ltd.) (Marea Britanie)
- ABC Motors Ltd. (Marea Britanie) - format în  1912, absorbit în Vickers in 1951
- ABHCO - vezi Arab British Helicopter Company
- Abraham, Abraham - Franța
- Abrams Air Craft Corporation (  SUA), format în  1937, dizolvat 1940
- ABS, ABS Aircraft - Germania, (1985-?)
- ABS, ABS Aircraft AG - Elveția, (1985-?)
- AC Mobil 34, AC Mobil 34 - Franța
- ACAZ - Ateliers de Construction Aéronautique de Zeebruges, Belgia
- ACBA, Aéro Club de Bas Armagnac - Franța
- Ace, Ace Aircraft Manufacturing and Supply - SUA
- Ace, Ace Aircraft Manufacturing Company - SUA, (1929–1931) > Corben Aircraft Company
- Ace, Ace Aircraft Manufacturing Inc - SUA
- Aceair, Aceair SA - Elveția
- Aces High, Aces High Light Aircraft Ltd - Canada
- ACS, Advanced Composites Solutions - SUA
- ACME, Air Craft Marine Engineering - SUA, (1954-?)
- Acme, Acme Aircraft Corp - SUA, (1929-?)
- Acro Sport, Acro Sport Inc - SUA, (?-prezent)
- AD Aerospace, AD Aerospace Ltd - Marea Britanie
- ADA, Aeronautical Development Agency - India, (1984–prezent)
- Adam (1), Roger Adam - Franța, (1948–1955)
- Adam (2), Adam Aircraft Industries LLC - SUA, (1998, dizolvat 2008) (AAI)
- Adamoli-Cattani, Adamoli-Cattani - Italia
- Adams Aero, Adams Aeronautics Company, Inc - SUA
- Adams, Adams Industries Inc - SUA
- Adams-Toman, Adams-Toman Aircraft Co - SUA
- Adams-Wilson, Adams-Wilson Helicopters Inc - SUA
- Adaro, Adaro - Spania
- ADC Aircraft, Aircraft Disposals Company - Marea Britanie, (1920–1930)
- Adcox, Adcox Aviation Trade School - SUA
- Adkisson, Earl and Jerry Adkisson - SUA
- Adler, Adler (Adlerwerke vorm Heinrich Kleyer) - Germania, (1934-?)
- Admiralty, British Admiralty Air Department - Marea Britanie, (AD)
- Advanced Aerodynamics and Structures, Inc. (AASI) (SUA) - fondat în 1989, redenumit to Mooney Aerospace Group in 2002
- Advanced Aeromarine, Advanced Aeromarine - SUA, > Keuthan Aircraft
- Advanced Aircraft Corporation (AAC) - SUA
- Advanced Amphibious Aircraft (AAA) - Germania/Italia, (1988-1994)
- Advanced Aviation, Advanced Aviation Inc - SUA
- Advanced Soaring Concepts, Advanced Soaring Concepts - SUA
- Adventure Air, Adventure Air - SUA
- AD-Y, Antonov Dnipropetrovsk-Pivdenmash - Ucraina
- AEA, Aeronautical Engineers Australia Research Pty Ltd - Australia, (1978–prezent)
- AEA, Aerial Experiment Association - Canada, (1907–1909) > Curtiss Aeroplane and Motor Company
- AEC, Aircraft Engineering Corp - SUA
- AEG, Allgemeine Elektrizitäts-Gesellschaft - Germania, (1910–1918) (General Electricity Company)
- AEKKEA-RAAB, AEKKEA - Greece (1935–1940)
- AER, Aer Aircraft Corp. - SUA
- Aer Lualdi, Aer Lualdi & C SpA - Italia
- Aer Pegaso, Aer Pegaso - Argentina
- Aerauto, Aerauto - Italia, (1950–1953)
- Aereon, Aereon - SUA, (1967-?)
- Aerfer, Aerfer-Industrie Aerospaziali Meridionali SpA - Italia, (1955–1969) > Aeritalia
- Aerfer, Aerfer-Industrie Meccaniche Aeronautiche Meridionali SpA - Italia
- Aerfer-Aermacchi, vezi AERFER and AERMACCHI - Italia
- Aerial Distributors, Aerial Distributors - SUA, (1967-?)
- Aerial Service Corporation, Aerial Service Corporation - SUA, (1920-?) > Mercury Aircraft
- Aériane, Aériane - Belgia
- Aeritalia, Aeritalia-Società Aerospaziale Italiana pA - Italia, (1969–1981) > Alenia Aeronautica
- Aeritalia-Aermacchi, vezi AERITALIA and AERMACCHI - Italia
- Aermacchi, Aermacchi SpA - Italia, (1913–prezent)
- Aermatica Spa, Italia, (2008–prezent)
- 'Aermacchi, Aeronautica Macchi SpA - Italia
- Aero (1), Aero Design and Engineering Company - SUA, (1944–1960) > Rockwell
- Aero (2), Aero Vodochody AS - Republica Cehă, (1994–prezent)
- Aero (2), Aero Vodochody Národní Podnik - Cehoslovacia/Republica Cehă, (1919–1994)
- Aero (3), Aero Sp z oo - Polonia
- Aero Adventure, Aero Adventure Inc - SUA
- A.E.R.O. Aircraft Services, LLC, SUA - constructor al avionului Lake amphibian aircraft
- Aero Boero, Aero Boero SA - Argentina, (1952–prezent)
- Aero Boero, Aero Boero SRL - Argentina
- Aero Boero, Aero Talleres Boero SRL - Argentina
- Aero Bravo, Aerobravo Industria Aeronautica Ltda - Brazilia, (1993–prezent)
- Aero Commander, Aero Commander Inc - SUA
- Aero Composites, Aero Composites - SUA
- Aero Design Associates - SUA
- Aero Designs, Aero Designs Inc - SUA
- Aero Gare, Aero Gare - SUA
- Aero Jaen, Aeronautica de Jaen - Spania
- Aero Kuhlmann, Aero Kuhlmann - Franța
- Aero Mercantil, Aero Mercantil SA - Columbia
- Aero Mirage, Aero Mirage Inc - SUA
- Aero Mod, Aero Mod General - SUA
- Aero Resources - SUA
- Aero Spacelines, Aero Spacelines Inc - SUA, (1961–1974) > Tracor
- AeroCad, AeroCad Inc - SUA
- Aero-Cam, Aero-Cam Pty Ltd - (Africa de Sud)
- Aerocar, Aerocar Inc - SUA
- Aerocar International, Aerocar International - SUA, (1945–1961)
- Aérocentre, Société Nationale de Constructions Aéronautiques du Centre - Franța, (SNCAC)
- Aero-Club, Aero-Club der Schweiz - Elveția
- Aerocomp, Aerocomp Inc - SUA
- Aero-Composites, Aero-Composites Technologies Inc - SUA
- Aero-Craft, Aero-Craft - Necunoscut
- Aero-Difusión, Aero-Difusión SL - Spania (1955- )
- Aérodis, Aérodis SARL - Franța
- Aero-Flight, Aero-Flight - SUA
- Aerion Corporation - SUA
- Aero-Jodel, Aero Flugzeugbau Hubert Zuerl - Germania
- Aerokopter, OOO Aerokopter - Ucraina
- AeroLites, Aerolites Inc - SUA
- Aeromarine, Aeromarine Plane and Motor Co. - SUA, (1908–1935)  > Burnelli
- Aeromere, Aeromere SpA - Italia
- Aeromot, Aeromot Industria Mecanico-Metalurgica Ltda - Brazilia
- Aeromot, Aeronaves e Motores SA - Brazilia
- Aeronautica Agrícola Mexicana SA (AAMSA) (Mexic) - fondat în 1971, dizolvat 1984
- Aeronautical Engineering Co., Aeronautical Engineering Co. - SUA
- Aeroneering - SUA
- Aeronca, Aeronautical Corporation of America - SUA, (1928–1951)
- Aeronca, Aeronca Manufacturing Corporation - SUA
- Aeroplastika, Aeroplastika - Lituania
- Aeropract, Aeropract JSC - Rusia
- Aeropract, KB Aeropract - Rusia
- Aeropract, LM Aeropract Samara - Rusia
- Aeropract, OKB Aeroprakt - Rusia
- Aeropract, Aeroprakt Firma - Ucraina
- Aeropract, Aeroprakt ooo - Ucraina
- Aeropro, Aeropro sro - Slovacia
- Aeroprogress, Aeroprogress Corporation - Rusia
- Aeroric, Aeroric Nauchno-Proizvodstvennoye Predpriyatie OOO - Rusia
- AEROSPACE MANUFACTURING Inc SUA
- Aeros, Aeros - Ucraina
- Aerospace General - SUA
- Aérospatiale, Société Nationale Industrielle Aerospatiale - Franța, (1970–1999) (SONACA) > Aérospatiale-Matra
- Aérospatiale-Matra, Aérospatiale-Matra - Franța, (1999–2000) > EADS
- Aerospool, Aerospool spol sro - Slovacia
- Aerosport, Aerosport Inc - SUA
- Aerostar, SC Aerostar SA - România
- Aerostar Aircraft, Aerostar Aircraft Corporation - SUA
- Aérostructure, Aérostructure SARL - Franța
- Aerosud, Aerosud - (Africa de Sud)
- Aerotaller, Aerotaller - Argentina
- Aerotec, Aerotec SA Industria Aeronáutica - Brazilia, (1962–1987)
- Aerotechnik, Aerotechnik CZ SRO - Republica Cehă
- Aerotécnica - Spania
- Aerotek (1), Aerotek Inc - SUA
- Aerotek (2), Aeronautical Systems Technology - (Africa de Sud)
- Aero-Volga, NPO Aero-Volga - Rusia
- Aesl, Aero Engine Services Ltd - Noua Zeelandă
- AFIC, AFIC Pty Ltd - (Africa de Sud)
- AFU - Elveția
- Ag-Cat, Ag-Cat Corporation - SUA
- AGO Flugzeugwerke, Ago Flugzeugwerke - Germania
- Agro-Copteros, Agro-Copteros Ltda - Columbia
- Agrolot, Fundacja Agrolot - Polonia
- Agrolot, Wyposazen Agrolotniczych - Polonia
- Agusta, Agusta SpA - Italia, (1907–prezent)
- Agusta, Agusta, Division of Finmeccanica - Italia
- Agusta, Costruzioni Aeronautiche Giovanni Agusta SpA - Italia
- Ahrens, Ahrens Aircraft Corp. - SUA (1975-?)
- AI(R), Aero International (Regional) - UK/Franța/Italia
- AIAA, Atelier Industriel de l'Aéronautique d'Alger - Algeria, (1948–1960)
- Aichi Kokuki, Aichi Kokuki KK - Japonia, (1931–1945) (Aichi Aircraft Company)
- AICSA, Aero Industrial Columbiana SA - Columbia
- AIDC, Aero Industry Development Center - Republic of China (Taiwan)
- AIDC, Aerospace Industrial Development Corporation - (Taiwan)
- AIEP, Aeronautical Industrial Engineering and Project Management Company Ltd - Nigeria
- AII, Aviation Industries of Iran - Iran, (1993–prezent)
- AIL, Aeronautics (India) Ltd - India
- AIR, Aircraft Investor Resources LLC - SUA
- Air & Space, Air & Space America Inc - SUA
- Air & Space, Air & Space Manufacturing Inc - SUA
- Air Command, Air Command International Inc - SUA
- Air Parts, Air Parts (NZ) Ltd - Noua Zeelandă
- Air Products, Air Products Company Inc - SUA
- Air Tractor, Air Tractor Inc - SUA, (1972–prezent)
- Airbus, Airbus SAS - European Union, (1970–prezent)
- Airbus, GIE Airbus Industrie - European Union
- Airco, Aircraft Manufacturing Company - Marea Britanie, (1912–1920) > de Havilland
- Airconcept, Airconcept Flugzeug und Gerätebau GmbH und Co KG - Germania
- Aircraft Armaments Incorporated (AAI) (SUA) - fondat în 1950, redenumit în AAI Corporation 1985
- Aircraft Cooperative, Aircraft Cooperative - SUA
- Aircraft Designs, Aircraft Designs Inc - SUA, (1986–prezent) (ADI)
- Aircraft Hydro-Forming, Aircraft Hydro-Forming Inc - SUA
- Aircraft Parts, Aircraft Parts and Development Corporation - SUA
- Aircraft Spruce & Specialty Co, Aircraft Spruce & Specialty Company - SUA
- Aircraft Technologies, Aircraft Technologies Inc - SUA
- Air-Fouga, Air-Fouga - Franța
- Airmaster, Airmaster Inc - SUA
- Airspeed, Airspeed Ltd - Marea Britanie, (1931–1951) > de Havilland
- Airtech (1), Airtech Canada Aviation Services Ltd - Canada
- Airtech (2), Aircraft Technology Industries - Indonezia/Spania
- AISA, Aeronautica Industrial SA - Spania
- AJEP, AJEP Developments - Marea Britanie
- AJI, American Jet Industries Inc - SUA
- Akaflieg Berlin, Akademische Fliegergruppe Berlin eV - Germania
- Akaflieg Braunschweig, Akaflieg Braunschweig - Germania
- Akaflieg Darmstadt, Akademische Fliegergruppe Darmstadt eV - Germania
- Akaflieg Hannover, Akaflieg Hannover - Germania
- Akaflieg Karlsruhe, Akademische Fliegergruppe Karlsruhe eV - Germania
- Akaflieg Munchen, Akademische Fliegergruppe München eV - Germania
- Akaflieg Stuttgart, Akaflieg Stuttgart - Germania
- Akron, Akron Aircraft Company Inc - SUA
- Akrotech, Akrotech Aviation Inc - SUA
- Akrotech Europe, Akrotech Europe SA - Franța
- Alanne, Pentti Alanne - Finlanda
- Alaparma - Italia
- Albatros, Fabrika aviona Albatros - Iugoslavia
- Albatros Flugzeugwerke, Albatros Flugzeugwerke - Germania, (1910–1931) > Focke-Wulf
- Albatros-Flugzeugwerke, Ostdeutsche Albatros Werke - Germania, (East German Albatros Works)
- Alenia, Alenia - Italia, (1981–prezent)
- Alenia, Alenia Aerospazio, Division of Finmeccanica - Italia
- Alexander Aircraft Company, Englewood/Colorado Springs, Colorado - SUA (1926–1932)
- Alfa-M, Alfa-M Nauchno-Proizvodstvennoye Predpriyatie AOOT - Rusia
- Alisport, Alisport - Italia
- All American - SUA
- Alliance Aeroplane Company, Alliance Aeroplane Company Ltd, Marea Britanie
- Alliant, Alliant Techsystems - SUA
- Allied Aerospace Industries - SUA, (?-prezent)
- Allied Aviation - SUA
- Allison, Allison Gas Turbine Division GMC - SUA
- Alon, Alon Inc - SUA, (1964–1967) > Mooney
- Alpavia, Alpavia SA - Franța, (1959–1966) > Sportavia-Putzer
- Alpavia, Société Alpavia - Franța
- Alpha, Alpha - Polonia
- Alpi, Alpi Aviation Srl - Italia
- Alpla, Alpla-Werke Alwin Lechner OHG - Austria
- Altair Coelho, Altair Coelho - Brazilia
- Alturair, Alturair - SUA
- Alvarez, Joseph P. Alvarez - SUA
- Amax, Amax Engineering - Australia
- Ambrosini, Societa Aeronautica Italiana Ing. A. Ambrosini & Companie - Italia, (1934–1958)
- Amc, Aircraft Manufacturing Company - SUA, (1917–1920)
- Amd, Aircraft Manufacturing and Development Company Inc - SUA
- Ameagle, AmEagle Corporation - SUA
- American, American Aviation Corporation - SUA
- American Affordable, American Affordable Aircraft - SUA, (AAA)
- American Aircraft, American Aircraft Inc - SUA
- American Airmotive - SUA
- Ameri-Cana Ultralights - Canada
- American Autogyro, American Autogyro Inc - SUA
- American Champion, American Champion Aircraft Corporation - SUA
- American Eagle, American Eagle Aircraft Corporation - SUA
- American General, American General Aircraft Company - SUA
- American Homebuilts, American Homebuilts' Inc - SUA
- American Sportscopter, American Sportscopter Inc - SUA
- American Utilicraft, American Utilicraft Corporation - SUA
- Ameur Aviation SA (or simply "Ameur") - Franța
- Ameur Aviation Technologie (or simply "Ameur") - Franța
- Amiot, Amiot - Franța, (1915–1945) (Amiot-Peneau) > Ateliers Aeronautiques de Colombes, SNCAC
- Amoy, Amoy - Necunoscut, (1930–1935)
- Amphibian Airplanes of Canada (AAC) - Canada, (1998-?)
- AMS-Flight, AMS-Flight DOO - Slovenia
- AMX, AMX International Ltd - Italia/Brazilia
- Anahuac, Fabrica de Aviones Anahuac SA - Mexic
- Anatra - Rusia
- ANBO - Antanas Gustaitis at the Lithuanian Army Aviation Workshops - Lituania
- Anderson, Anderson Aircraft Corporation - SUA
- Anderson, Earl Anderson - SUA
- Anderson-Greenwood, Anderson, Greenwood and Company - SUA
- Andreasson, Björn Andreasson - Suedia
- ANF Mureaux, ANF Mureaux - Franța, (1918–1937) > SNCAN
- Angel, Angel Aircraft Corporation - SUA
- Anglin, Anglin Engineering - SUA
- Anglin, Anglin Special Aero Planes Inc - SUA
- Anglo Normandy, Anglo Normandy Aero Engineering - Marea Britanie
- Ansaldo - Italia, (1916–1928)
- Antoinette, Antoinette - Franța, (1906–1912)
- Antoniewski, Tomek Antoniewski - Polonia
- Antonov, Antonov OKB - Ucraina, (1947–prezent)
- Antonov, Aviatsionny Nauchno-Tekhnichesky Kompleks Imeni O K Antonova - Ucraina
- AOI, Arab Organisation for Industrialisation, Aircraft Factory - Egipt
- Apex Aircraft - Franța
- Applebay, Applebay Inc - SUA
- Applegate & Weyant, Applegate & Weyant - SUA
- Aquaflight, SUA (1946)
- Aquila, Aquila Technische Entwicklungen GmbH - Germania
- Arab British Helicopter Company (ABHCO) ( Egipt)
- Arado, Arado Flugzeugwerke GmbH - Germania, (1925–1945)
- Arc Atlantique, Arc Atlantique Aviation - Franța
- Arctic, Arctic Aircraft Company - SUA
- ARDC, Air Force Research and Development Center - Filipine
- Arkhangelski, Arkhangelski OKB - Rusia
- Armstrong Siddeley, Armstrong Siddeley - Marea Britanie, Possibly engine maker
- Armstrong Whitworth, Sir W. G. Armstrong Whitworth Aircraft Ltd - Marea Britanie, (1913–1958) > Hawker Siddeley
- Arnet Pereyra, Arnet Pereyra Aero Design - SUA
- Arocet - SUA
- Arpin, M. B. Arpin & Co. - Marea Britanie
- Arrow (1), Arrow Airplane & Motors Corporation - SUA
- Arrow (2), Arrow Aircraft Company - Canada
- Arrow Aircraft, Arrow Airplane Company - SUA, (1931–1935)
- Arrow Aircraft Ltd. - Marea Britanie
- Arsenal de l'Aeronautique, Arsenal de l'Aeronautique - Franța, (1936–1953) > SFECMAS
- ARV, ARV Aviation Ltd - Marea Britanie
- ASAP, Aircraft Sales & Parts - Canada
- ASJA - Suedia
- ASL, ASL Hagfors Aero AB - Suedia
- Asso Aerei, Asso Aerei Srl - Italia
- Associated Air, Associated Air - SUA
- ASTA, Aerospace Technologies of Australia Pty Ltd - Australia, (1987–prezent)
- Astra, Astra Societe de Constructions Aeronautiques - Franța, (1909–1921) > Nieuport
- ATB, First Naval Air Technical Bureau (abbreviated Kugisho) - Japonia, (1969–1996) > Aeronautical Development Agency
- Ateliers Aeronautiques de Colombes, Ateliers Aeronautiques de Colombes - Franța, -1945
- Ateliers Aéronautiques de Suresnes (AAS) (Franța) - fondat în 1945, dizolvat
- Ateliers, Ateliers de Construction Aéronautique de Zeebrugge - Belgia, (1923–1933) (ACAZ) (Zeebrugge Aeronautical Construction Company) (ZACCO)
- Atlantic-Fokker, Atlantic Fokker Corporation (American Fokker) - SUA
- Atlas, Atlas Aircraft Company - SUA (1948)
- Atlas, Atlas Aircraft Corporation of Africa de Sud (Pty) Ltd - (Africa de Sud), (1965–prezent)
- Atlas, Atlas Aviation (Pty) Ltd - (Africa de Sud)
- Atlas, Atlas Aviation, Division of Denel (Pty) Ltd - (Africa de Sud)
- ATR, GIE Avions de Transport Régional - Franța/Italia, (1981–prezent)
- Aubert, Aubert Aviation - Franța, (1932–1940, 1945–1959)
- Aurora Flight Sciences, Aurora Flight Sciences Corp. - SUA (1989–prezent)
- Auster, Auster Aircraft Ltd - Marea Britanie, (1946–1961)
- Austflight, Austflight ULA Pty Ltd - Australia
- Austin Motors, Austin Motors Ltd. - Marea Britanie
- Australian Aircraft & Engineering, Australian Aircraft & Engineering - Australia, (1910–1923)
- Australian Aircraft Consortium, Australian Aircraft Consortium - Australia, (1982–1985) (A joint venture between the Government Aircraft Factory, the Commonwealth Aircraft Corporation and Hawker de Havilland.) > Hawker de Havilland
- Australian Autogyro - Australia (1984-?)
- Australite, Australite Inc - SUA
- Auto-Aero, Auto-Aero - Ungaria
- Avcraft, AvCraft Aviation LLC - SUA
- AVE, Advanced Vehicle Engineers - SUA, (1971–1973)
- Avia (1), Azionari Vercellese Industrie Aeronautiche - Italia
- Avia (2), Avia-Zavody Jirího Dimitrova - Cehoslovacia, (1919–1958)
- Avia (3), Nauchno-Proizvodstvennoe Obedinenie Avia - Rusia
- Avia Baltika, Avia Baltika Aviation Ltd - Lithuania
- Aviabellanca, AviaBellanca Aircraft Corporation - SUA, (1983–prezent)
- Aviafiber - Elveția
- Aviamilano, Aviamilano Costruzioni Aeronautiche SRL - Italia, (1959-?)
- Aviastroitel, AviaStroitel Ltd - Rusia
- Aviat, Aviat Aircraft Inc - SUA
- Aviat, Aviat Inc - SUA
- Aviatik, Österreichische-Ungarische Flugzeugfabrik Aviatik - Austria, (1910–1918) (Automobil und Aviatik)
- Aviatika, Aviatika JSC - Rusia
- Aviatika, Kontsern Aviatika - Rusia
- Aviation, Aviaton Nauchno-Proizvodstvennaya Aviatsionnaya Firma - Rusia
- Aviation Association Ilyushin - Format în  1992
- Aviation Composite Technology, Aviation Composite Technology - Filipine, (1990-?) (ACT)
- Aviation Development, Aviation Development International Ltd - SUA
- Aviation Farm, Aviation Farm Ltd - Polonia
- Aviation Industries of Iran, Iran
- Aviation Scotland, Aviation Scotland Ltd - Marea Britanie
- Aviation Traders, Aviation Traders (Engineering) Ltd - Marea Britanie, (1949–1962)
- Avibras, Avribras Aeroespacial SA - Brazilia, (1963–1967) (Aviation Brazilia)
- Avid, Avid Aircraft Inc - SUA
- Avioane Craiova, SC Avioane Craiova SA - România
- Aviones Columbia, Aviones de Columbia SA - Columbia
- Avions Fairey, Avions Fairey SA - Belgia, (1931–1978) > Aêrospatiale
- Avions Fairey, Fairey SA - Belgia
- Avions JDM - Franța
- Aviotechnica, Aviotechnica Ltd - Bulgaria/Rusia
- Avipro, AviPro Aircraft Ltd - SUA
- AVIS, AVIS Aircraft - Necunoscut, (1917–1923) -1941
- Avro, A. V. Roe & Company - Marea Britanie, (1910–1963) > Hawker Siddeley
- Avro, A. V. Roe & Company Ltd - Marea Britanie
- Avro, Avro International Aerospace Ltd - Marea Britanie
- Avro Canada, Avro Aircraft Canada - Canada, (1945–1962) > Hawker Siddeley
- Avtek, Avtek Corporation - SUA
- Ayres, Ayres Corporation - SUA, (?-2001) > Thrush Aircraft
- Clément Ader, Ader, Clement - Franța, (1886–1897)